# لورا برانيجان
لورا آن برانيجان (بالإنجليزية: Laura Branigan)‏ (3 يوليو 1952–26 أغسطس 2004) هي مغنية وموسيقية وملحنة وممثلة أمريكية.
أشهر أغانيها كان باسم Gloria وصدرت سنة 1982 م وبقيت في قوائم الصدارة الأمريكية لمدة 36 أسبوع. توفيت برانجان في منزلها في عام 2004 من تمدد الأوعية الدموية في الدماغ.

## وصلات خارجية
- لورا برانيجان على موقع IMDb (الإنجليزية)
- لورا برانيجان على موقع ميتاكريتيك (الإنجليزية)
- لورا برانيجان على موقع الموسوعة البريطانية (الإنجليزية)
- لورا برانيجان على موقع روتن توميتوز (الإنجليزية)
- لورا برانيجان على موقع ميوزك برينز (الإنجليزية)
- لورا برانيجان على موقع أول موفي (الإنجليزية)
- لورا برانيجان على موقع إن إن دي بي (الإنجليزية)
- لورا برانيجان على موقع أول ميوزيك (الإنجليزية)
- لورا برانيجان على موقع ديسكوغز (الإنجليزية)
- لورا برانيجان على موقع قاعدة بيانات الفيلم (الإنجليزية)
- الموقع الرسمي
- لورا برانيجان في قاعدة بيانات الأفلام على الإنترنت.